# Nisan Dağ
Nisan Dağ (Istanbul, 1986) és una guionista, directora de cinema i productora turca. El 2015, va dirigir, escriure i produir el seu primer llargmetratge, Deniz Seviyesi que es va projectar al 15è Festival Internacional de Cinema de Milà i va guanyar el premi "Millor director" al Festival Altin Koza d'Adana.

## Biografia
Va anar als Estats Units per a la seva formació de postgrau i hi va viure durant 4 anys abans de tornar a Turquia. Es va graduar al Departament de Comunicació i Disseny de la Facultat de Belles Arts de la universitat de Bilkent com la segona del seu departament. Amb dues beques fundacionals, va completar el seu màster el 2013 al programa "Direcció de cinema" de la Universitat de Colúmbia.
El seu curtmetratge de 2009, The Ballade of Lady & Bird, es va projectar al 4t KargART Video Festival, a la Universitat de Bilkent-Facultat de Belles Arts, Disseny i Arquitectura-Selecció d'obres d'estudiants i al 21è Festival Internacional de Cinema d'Ankara i va treballar al departament de Direcció d'Art a les pel·lícules del 2011 Downtown Express dirigida per David Grubin i Adını Sen Koy dirigida per Tuna Kiremitçi el 2009. Els curtmetratges que va rodar a Nova York es van projectar en festivals de cinema als Estats Units. Va ser presidenta del 7è Festival de Cinema d'Estudiants de Paso.
Va dirigir l'episodi de Turquia de la sèrie Rebel Music de MTV, "Turkey: Flowers of Gezi Park" (Gezi Parkı Çiçekleri). Aquest episodi es va emetre el 30 d'abril de 2015. Després va rodar un documental per a l'Institut Goethe anomenat "Suriye’den Sulukule’ye". És una de les fundadores de Film Fatales Istanbul, un col·lectiu de cineastes.
El seu primer llargmetratge, Deniz Seviyesi, que va dirigir, escriure i produir juntament amb Esra Saydam, es va projectar a la 15a Fedsetival Internacional de Cinema de Milà i va guanyar els premis "Millor director" al Festival Altin Koza d'Adana juntament amb l'altre director de la pel·lícula, Esra Saydam. També va guanyar el Premi Honorífic al Slamdance Film Festival el 2015.  Va ser seleccionada per a la secció Competició Nacional del Festival Internacional de Cinema d'Istanbul, però no va rebre cap premi. Ambdós directors van declarar que formaven el repartiment de la pel·lícula molt aviat i va passar per un llarg període de preparació, que donaven importància a la interpretació natural i que no els agradaven les pel·lícules western. Van explicar que es van inspirar en la pel·lícula i van expressar que els van sorprendre els premis que van rebre, especialment l'Altin Koza, com a resultat dels seus esforços per fer una pel·lícula diferent.

## Filmografia
- Bir Nefes Daha - 2020
- Deniz Seviyesi (Across the Sea) - 2014 (amb Esra Saydam)
- Marvelous Fishman (curtmetratge) - 2014
- Onion Boy (curtmetratge) - 2011
- The Ballade of Lady & Bird (curtmetratge) - 2009

També va produir els curtmetratges Onion Boy (2011), First Prize (2014) dirigits per  Esra Saydam'ın yönettiği Dancer on the Snow (2016) adlı curtmetratgelerin yapımcılığını da yapmıştır.